# Przedstawiciele dyplomatyczni Wielkiej Brytanii w Polsce
Przedstawiciele dyplomatyczni Królestwa Anglii oraz przedstawiciele dyplomatyczni Wielkiej Brytanii w Polsce – obecny oficjalny tytuł ambasadorów Wielkiej Brytanii w Polsce brzmi: Her Britannic Majesty’s Ambassador to the Republic of Poland. Od 1928 brytyjscy przedstawiciele w Polsce mają rangę ambasadorów zwyczajnych.
- Brytyjscy wysłannicy i ambasadorowie w Polsce:

## XVI wiek
- 1526–1527 John Wallop
- 1533–1534 William Paget
- 1580–1581 John Rogers
- 1583–1585 John Herbert
- 1588? William Harbone
- 1590–1591 i 1594–1595 Christopher Parkins
- 1598 George Carew[1]

## XVII wiek
wysłannicy nadzwyczajni lub ministrowe pełnomocni (Envoys Extraordinary and Ministers Plenipotentiary)
- 1603 Henry Lyel[1]
- 1604–1610 William Bruce[2][1]
- 1609 James Sandilands[2][1]
- 1610–1621 Patrick Gordon[2][1]
- 1615–1616 John Dickenson[1]
- 1626–1641 Francis Gordon[2][1]
- 1629–1630 Thomas Roe[2][1]
- 1634–1636 George Douglas[2][1]
- 1641–1698 brak stałego przedstawicielstwa dyplomatycznego[2]
- 1669–1670 Peter Wyche[2]
- 1676–1678 Laurence Hyde[2]

W czasie Republiki Angielskiej swoich przedstawicieli wysyłał do Polski Karol II Stuart:
- 1649 John Cochrane
- 1660 William Crofts[1]

Po obaleniu Stuartów, Polska nie utrzymywała stosunków dyplomatycznych z Anglią do 1692.

## XVIII wiek
Wysłannicy nadzwyczajni lub ministrowie pełnomocni
W czasie unii polsko-saskiej (1698–1763) wysłannicy brytyjscy byli akredytowani przy królu polskim jako władcy dwóch państw
- 1698 George Stepney[3]
- 1700 William Brown[3]
- 1702–1707 John Robinson, rezydujący w Gdańsku poseł nadzwyczajny do Szwecji[3]
- 1709–1710 John Dalrymple, 2. hrabia Stair[3]
- 1710–1714 George MacKenzie Chargé d’Affaires[3]
- 1711 Charles Whitworth[3]
- 1711 i 1712 Charles Mordaunt[3]
- 1711–1715 James Scott[3]
- 1715–1718 Richard Vernon[4][5]
- 1718–1719 Francis Palmes[3]
- 1719 Hugh Boscawen[3]
- 1719–1722 James Scott[3]
- 1721–1725 James Jefferyes (rezydent w Gdańsku)[3]
- 1724–1725 John Ernest von Wallenrodt (misja w Gdańsku)[3]
- 1725–1727 Edward Finch[3]
- 1728–1731 George Woodward[3]
- 1730–1731 Luke Schaub[3]
- 1732–1735 George Woodward[3]
- 1735–1738 Denton Boate[3]
- 1736–1737 Thomas Robinson (w 1737 w Dreźnie)[3]
- 1738–1746 Thomas Villiers[3]
- 1747–1755 Charles Hanbury Williams[3]
- 1756–1761 David Murray, 7. wicehrabia Stormont[3]
- 1761–1762 William Money[3]
- 1763–1778 Thomas Wroughton[3]
- 1778–1779 Richard Oakes[6]
- 1779-? James Hare[6]
- 1782–1784 John Dalrymple[6]
- 1785–1787 Charles Whitworth[6]
- 1788–1791 Daniel Hailes[7]
- 1792–1794 William Neville Gardiner[8]

## XX wiek
wysłannicy nadzwyczajni lub ministrowie pełnomocni
- 1919–1920 Horace Rumbold[1]
- 1920–1928 William Grenfell Max Müller[1]
- 1929 William Augustus Forbes Erskine[1]

ambasadorowie
- 1929–1934 William Augustus Forbes Erskine
- 1935–1941 Howard William Kennard
- 1941–1943 Cecil Francis Joseph Dormer
- 1943–1945 Owen O’Malley
- 1945–1947 Victor Cavendish-Bentinck
- 1947–1950 Donald St. Clair Gainer
- 1950–1952 Charles Harold Bateman
- 1952–1954 Francis Michie Shepherd
- 1954–1956 Andrew Noble
- 1956–1960 Eric Berthoud
- 1960–1966 George Clutton
- 1966–1969 Thomas Brimelow
- 1969–1972 Nicholas Henderson
- 1972–1974 Thomas Brenchley
- 1974–1978 Norman Reddaway
- 1979–1981 Kenneth Robert Comyn Pridham
- 1981–1983 Cynlais James
- 1983–1986 John Morgan
- 1986–1988 Brian Barder
- 1988–1991 Stephen Barrett
- 1991–1996 Michael Llewellyn Smith
- 1996–1998 Christopher Owen Hum
- 1998–2000 John Macgregor

## XXI wiek
ambasadorowie
- 2000–2003 Michael Pakenham
- 2003–2007 Charles Crawford
- 2007–2011 Ric Todd[1]
- 2011–2016 Robin Barnett
- 2016-2020 Jonathan Knott[9]
- 2020-2025 Anna Clunes[10]